# Lijst van universiteiten in Europa
Dit is een lijst van universiteiten in Europa.
- Lijst van hogeronderwijsinstellingen in België
- Lijst van hogeronderwijsinstellingen in Denemarken
- Lijst van hogeronderwijsinstellingen in Duitsland
- Lijst van hogeronderwijsinstellingen in Estland
- Lijst van hogeronderwijsinstellingen in Finland
- Lijst van universiteiten in Frankrijk
- Lijst van universiteiten in Hongarije
- Lijst van hogeronderwijsinstellingen in Ierland
- Lijst van universiteiten in IJsland
- Lijst van universiteiten in Italië
- Lijst van hogeronderwijsinstellingen in Letland
- Universiteit Luxemburg
- Lijst van hogeronderwijsinstellingen in Nederland
- Lijst van hogeronderwijsinstellingen in Noord-Cyprus
- Lijst van hogeronderwijsinstellingen in Noorwegen
- Lijst van universiteiten in Oekraïne
- Lijst van hogeronderwijsinstellingen in Oostenrijk
- Lijst van hogeronderwijsinstellingen in Polen
- Lijst van universiteiten in Portugal
- Lijst van universiteiten in Rusland
- Lijst van universiteiten in Servië
- Lijst van universiteiten in Slovenië
- Lijst van hogeronderwijsinstellingen in Spanje
- Lijst van hogeronderwijsinstellingen in Tsjechië
- Lijst van hogeronderwijsinstellingen in Turkije
- Lijst van universiteiten in Vaticaanstad
- Lijst van universiteiten in het Verenigd Koninkrijk
- Lijst van hogeronderwijsinstellingen in Wit-Rusland
- Lijst van universiteiten in Zweden
- Lijst van universiteiten in Zwitserland